# 燕子堡

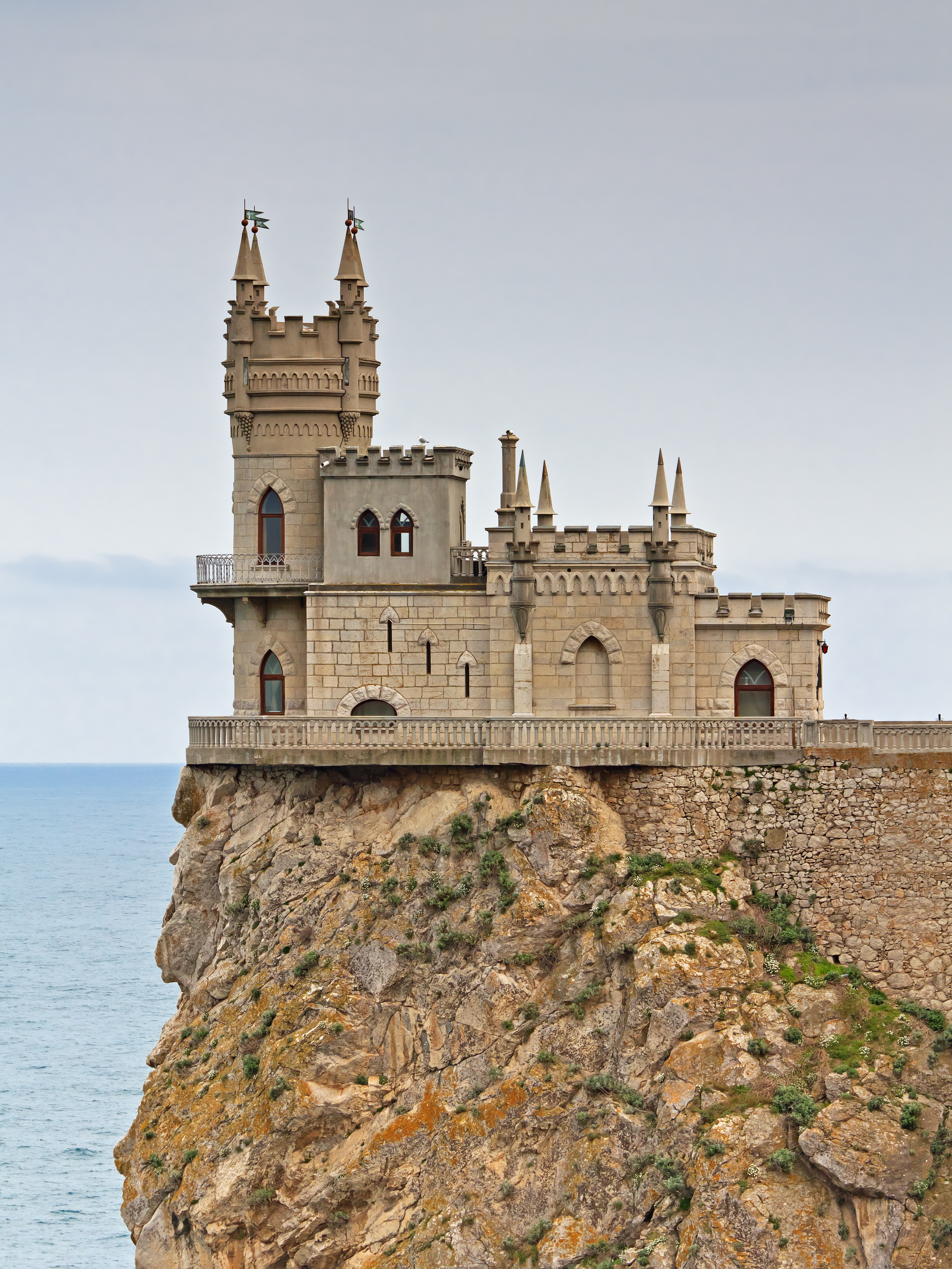
燕子堡

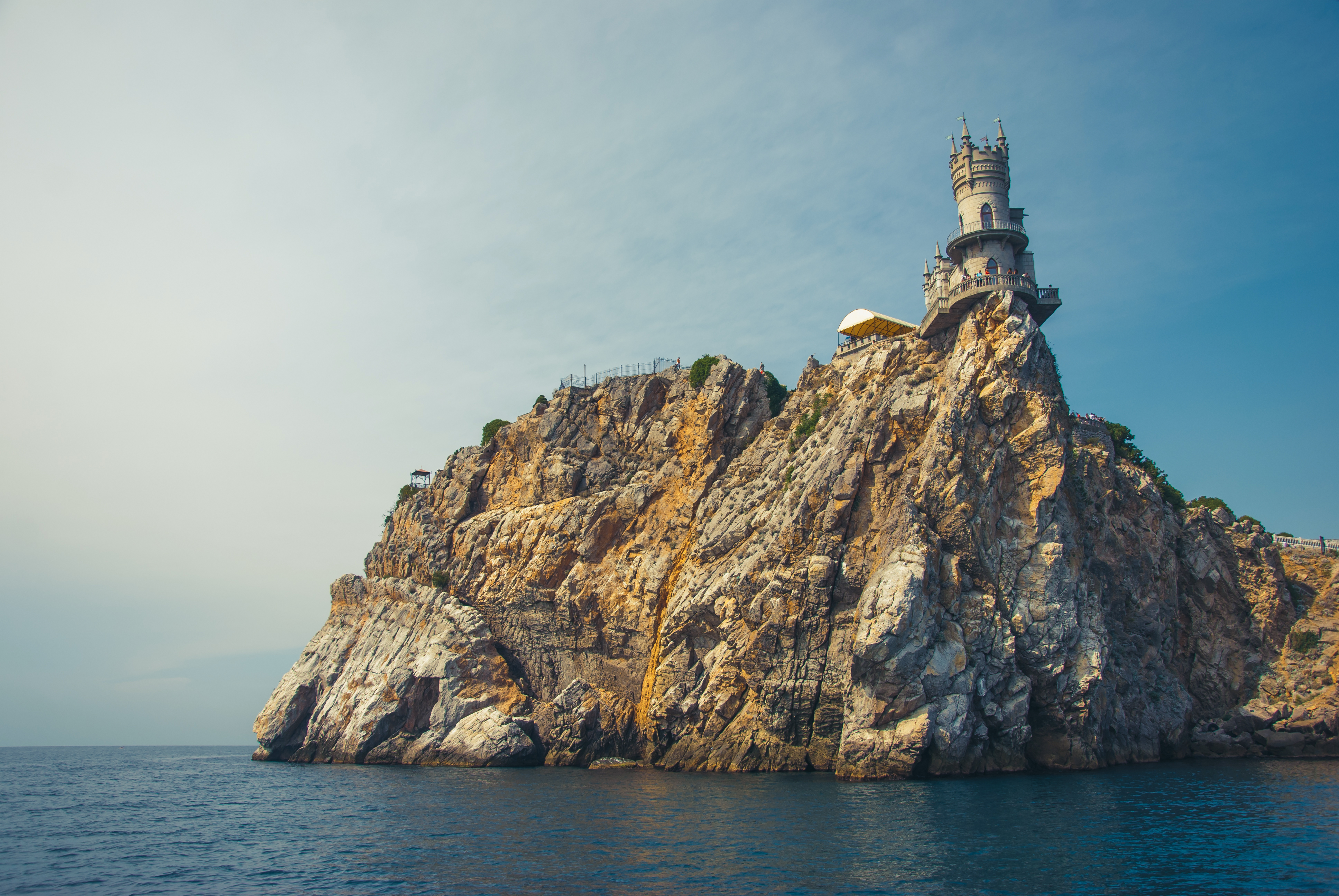
從海上看燕子堡

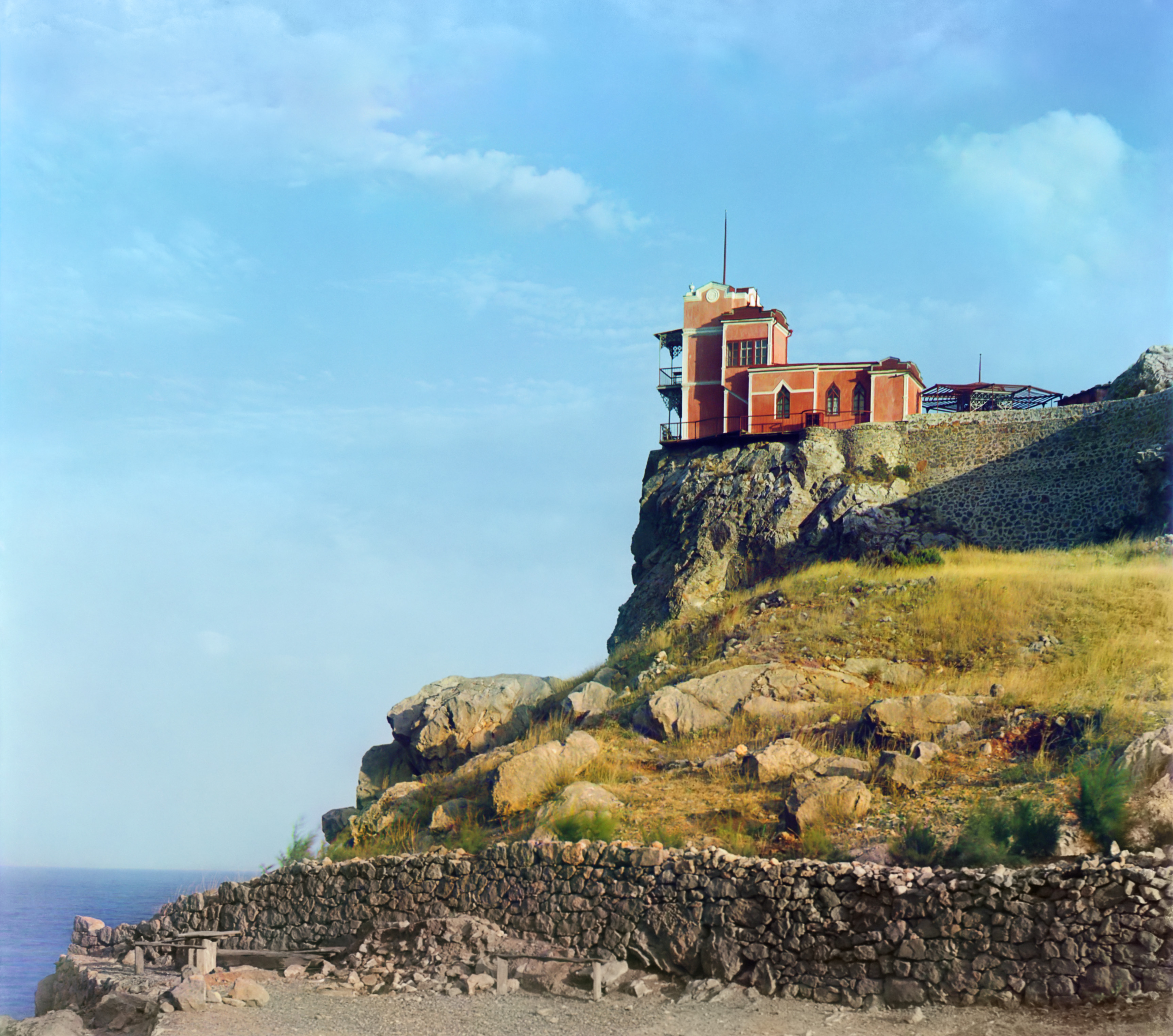
燕子堡原址的木屋別墅，1905年拍攝，後人數位上色

燕子堡（Ла́сточкино гнездо́）是一座乌克兰城堡，位於克里米亞地區加斯普拉面向黑海的海岬上，建於1911年至1912年之間。最初是波罗的海德意志人商人Steingel男爵的別墅，建築師是Leonid Sherwood，建築風格是哥德復興式。1914年Steingel把別墅賣給P.G. Shelaputin，成為觀景餐廳營業。蘇聯時代早期曾是開放的觀光景點，但1927年地震後，因安全疑慮，長期關閉。1968年起對建築進行大規模整修補強，1975年起重新作為觀景餐廳營業。1987年蘇聯電影《无人生还》在此取景。
燕子堡現今是克里米亞重要的地標和觀光景點。俄羅斯2015年發行的 吞并克里米亞紀念鈔背面印有燕子堡圖樣。

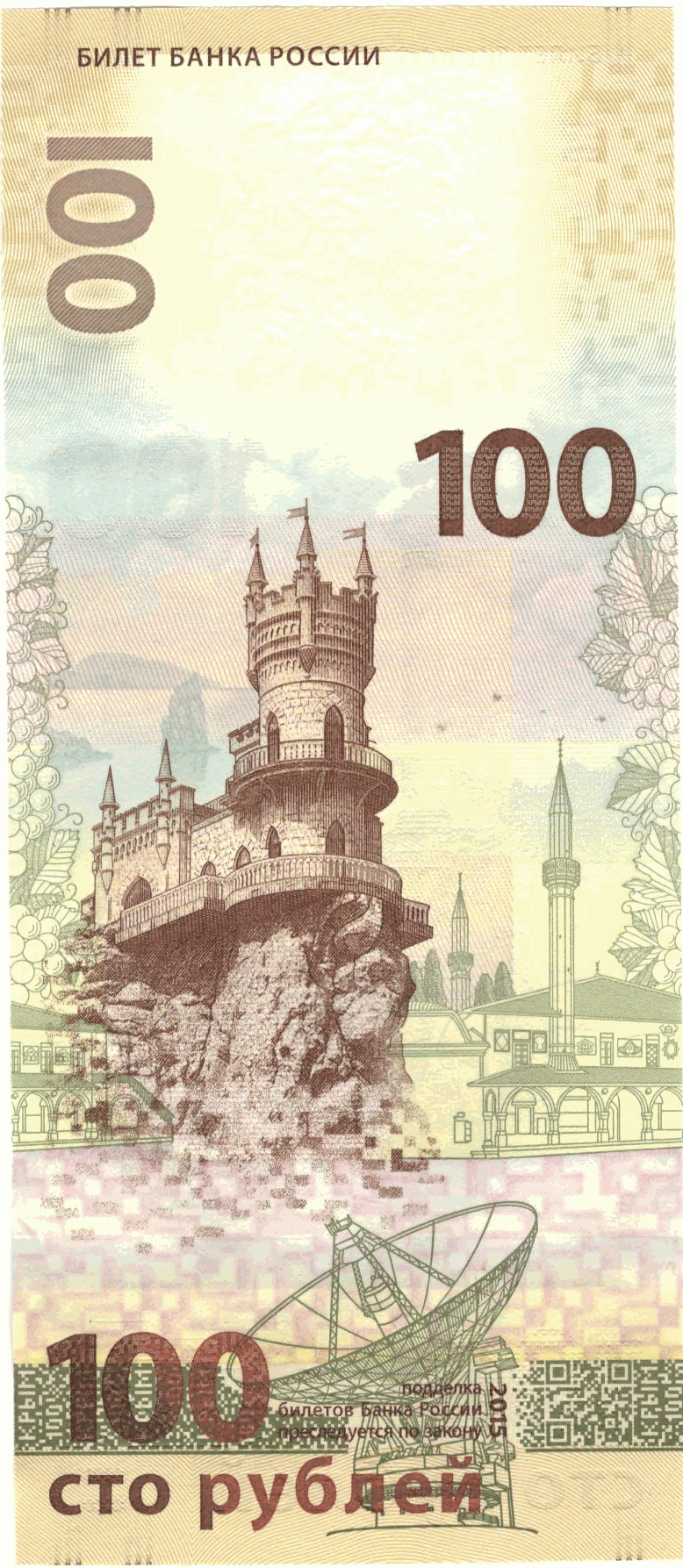
俄羅斯2015年發行的收復克里米亞紀念鈔背面為燕子堡景致